# Gare de Seibu-Kyūjō-mae
La gare de Seibu-Kyūjō-mae (西武球場前駅, Seibu-Kyūjō-mae-eki) est une gare ferroviaire terminus située à Tokorozawa, dans la préfecture de Saitama au Japon. La gare est exploitée par la compagnie Seibu.

## Situation ferroviaire
La gare marque la fin des lignes Sayama et Yamaguchi.

## Historique
La gare est inaugurée le 1er mai 1929.

## Service des voyageurs

### Accueil
La gare dispose d'un bâtiment voyageurs, avec guichets, ouvert tous les jours.

### Desserte
- Ligne Sayama :

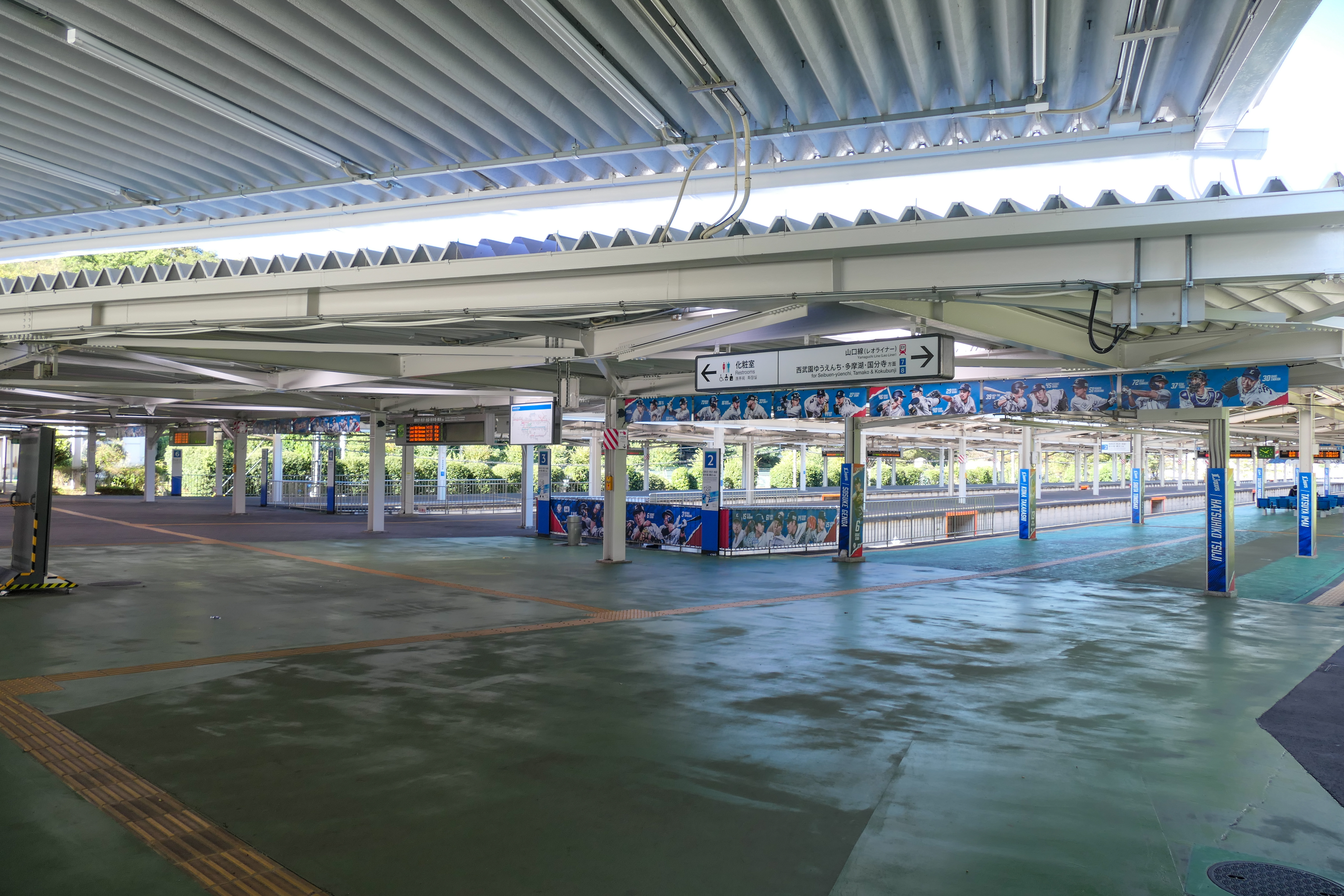
Vue des quais.

  - voies 1 à 6 : direction Nishi-Tokorozawa, Tokorozawa, Nerima et Ikebukuro
- Ligne Yamaguchi :
  - voies 7 et 8 : direction Tamako

## Dans les environs
La gare permet de desservir le Seibu Dome.